# Inno nazionale

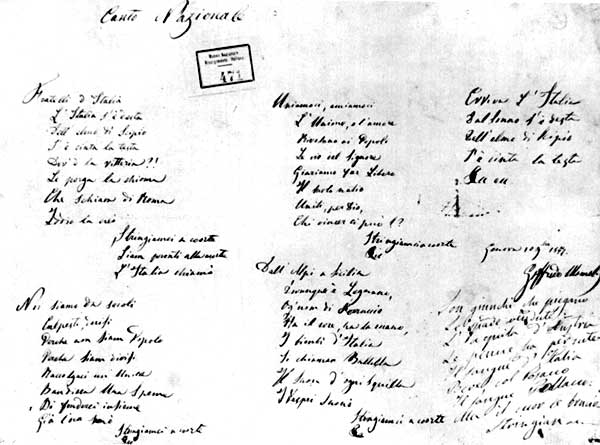
Testo autografo del Canto degli italiani di Goffredo Mameli (1847)

L'inno nazionale è una composizione musicale elevata a simbolo patriottico  di  uno Stato o più genericamente da un paese (nazione).
L'adozione degli inni nazionali tra il XVIII e il XIX secolo segue l'affermazione degli Stati nazionali, ciononostante testi e composizioni possono essere molto più antichi come Cé qu'è lainô, inno ufficiale del Canton Ginevra composto nel 1603, e nell'ancora anteriore Wilhelmus (1568-1572) adottato nel 1932 dai Paesi Bassi. L'inno nazionale può convivere con altri canti patriottici eseguiti nelle solennità e in altre occasioni ufficiali (si pensi ad es. alla Canzone del Piave che in Italia accompagna le commemorazioni del 4 novembre).
Gli inni nazionali sono simbolo dell'unità della nazione e trovano esecuzione, in forma vocale o strumentale, nelle occasioni pubbliche e solenni nella sua vita (visite di Stato, commemorazioni dei caduti in guerra). Sono impiegati anche nelle grandi manifestazioni sportive internazionali o finali nazionali.

## Inni nazionali degli Stati del mondo
Nella tabella che segue sono indicati gli inni degli Stati membri dell'ONU, in quella successiva gli inni dei paesi non membri dell'ONU.
| Stato                     | Inno nazionale (traduzione del nome)                                                                                                | Data di adozione                                          | Autore del testo                                                                                   | Autore della musica                                  |
| ------------------------- | --- | --------------------------------------------------------- | -------------------------------------------------------------------------------------------------- | ---------------------------------------------------- |
| Afghanistan               | Da watan Afghanistan ("Questa terra è l'Afghanistan")                                                                               | 2006                                                      | Babrak Wassa                                                                                       | Abdul Bari Jahani                                    |
| Albania                   | Himni i Flamurit ("Inno alla bandiera")                                                                                             | 1912                                                      | Aleksander Stavre Drenova                                                                          | Ciprian Porumbescu                                   |
| Algeria                   | Qassaman ("Giuriamo") | 1963                                                      | Mufdi Zakariyya                                                                                    | Mohamed Fawzi                                        |
| Andorra                   | El gran Carlemany ("Il grande Carlomagno")                                                                                          | 1921                                                      | Enric Marfany Bons                                                                                 | Juan Benlloch y Vivó                                 |
| Angola                    | O patria ("La patria") | 1975                                                      | Manuel Rui Alves Monteiro                                                                          | Rui Alberto Vieira Dias Mingas                       |
| Antigua e Barbuda         | Fair Antigua, We Salute Thee ("Giusta Antigua, noi ti salutiamo")                                                                   | 1967                                                      | Novelle Hamilton Richards                                                                          | Walter Garnet Picart Chambers                        |
| Arabia Saudita            | Sarei lil-majd walaya ("Glorificate il creatore dei cieli")                                                                         | 1950                                                      | Ibrahim Khafaji                                                                                    | ʿAbd al-Rahman al-Khatib                             |
| Argentina                 | Oid mortales ("Udite mortali") | 1813                                                      | Vicente López y Planes                                                                             | Blas Parera                                          |
| Armenia                   | Mer Hayrenik azat ("Terra dei nostri padri")                                                                                        | 1991                                                      | Miqayael Nalbandian                                                                                | Barsegh Kanachyan                                    |
| Australia                 | Advance Australia Fair ("Avanti fiera Australia")                                                                                   | 1984                                                      | Peter Dodds McCormick                                                                              | Peter Dodds McCormick                                |
| Austria                   | Österreichische Bundeshymne ("Terra dei monti / Inno Federale Austriaco")                                                           | 1946                                                      | Paula von Preradović                                                                               | Wolfgang A. Mozart K.623a                            |
| Azerbaigian               | Azarbaycan marşı ("Marcia dell'Azerbaigian")                                                                                        | 1992                                                      | Ahmed Javad                                                                                        | Uzeyir Gadjibecov                                    |
| Bahamas                   | March On, Bahamaland ("Avanti, Terra Bahama")                                                                                       | 1973                                                      | Timothy Gibson                                                                                     | Timothy Gibson                                       |
| Bahrein                   | Bahrainona Baladolaman ("Nostro Bahrain terra di sicurezza")                                                                        | 1971                                                      | Mohamed Sudqi Ayyash                                                                               | Ignoto                                               |
| Bangladesh                | Amar Shonar Bangla ("Mio Bengala dorato")                                                                                           | 1972                                                      | Rabindranath Tagore                                                                                | Rabindranath Tagore                                  |
| Barbados                  | In Plenty and In Time of Need ("In abbondanza e nel momento del bisogno")                                                           | 1966                                                      | Irving Burgie                                                                                      | Edwards Van Roland                                   |
| Belgio                    | La Brabançonne ("La Brabantina") | 1860                                                      | originale Jenneval (Louis-Alexandre Dechet) sostituito Charles Rogier fr., Robert Herremann fiamm. | François Van Campenhout                              |
| Belize                    | O Land of the Free ("O Terra di Libertà")                                                                                           | 1981                                                      | Samuel Alfred Haynes                                                                               | Selwyn Walford Young                                 |
| Benin                     | L'Aube nouvelle ("L'alba di un nuovo giorno")                                                                                       | 1960                                                      | Gilbert Jean Dagnon                                                                                | Gilbert Jean Dagnon                                  |
| Bhutan                    | Druk tsendhen koipi ("Il regno del dragone tonante")                                                                                | 1953                                                      | Dasho Gyaldun Thinley                                                                              | Aku Tongmi                                           |
| Bielorussia               | My, belarusy ("Noi bielorussi") | 1955                                                      | Michas' Klimovič                                                                                   | Njes'ejer Sakalouski                                 |
| Birmania                  | Gma Mayaj bma pyay ("Dobbiamo sempre amare la Birmania")                                                                            | 1947                                                      | Saya Tin                                                                                           | Saya Tin                                             |
| Bolivia                   | Cancion patriotica ("Canzone patriottica")                                                                                          | 1851                                                      | José Ignacio de Sanjinés                                                                           | Leopoldo Benedetto Vincenti                          |
| Bosnia ed Erzegovina      | Intermezzo (Državna Himna Bosne i Hercegovine, "Inno Nazionale di Bosnia ed Erzegovina")                                            | 1999                                                      | Dušan Šestić                                                                                       | Dušan Šestić                                         |
| Botswana                  | Fatshe leno la rona ("Sia benedetta questa nobile Terra")                                                                           | 1966                                                      | Kgalemang Tumedisco Motsete                                                                        | Kgalemang Tumedisco Motsete                          |
| Brasile                   | Hino Nacional Brasileiro (anche con l'incipit Ouviram do Ipiranga às margens plácidas, "N'ascoltò alle placide rive dell'Ipiranga") | 1922                                                      | Joaquim Osório Duque Estrada                                                                       | Francisco Manoel da Silva                            |
| Brunei                    | Allah Peliharakan Sultan ("Dio benedica il Sultano")                                                                                | 1951                                                      | Pengiran Haji Mohamed Yusuf bin Abdul Rahim                                                        | Awang Haji Besar bin Sagap                           |
| Bulgaria                  | Mila Rodino ("Cara Patria") | 1964                                                      | Cvetan Radoslavov                                                                                  | Cvetan Radoslavov                                    |
| Burkina Faso              | Une seule nuit ("Una sola notte")                                                                                                   | 1984                                                      | Thomas Sankara                                                                                     | Thomas Sankara                                       |
| Burundi                   | Burundi bwacu ("Nostro Burundi") | 1962                                                      | Jean-Baptiste Ntahokaja e altri                                                                    | Marc Barengayabo                                     |
| Cambogia                  | Nokoreach ("Marcia Reale") | 1941                                                      | Chuon Nat                                                                                          | F. Perruchot and J. Jekyll                           |
| Camerun                   | Chant de ralliement ("Canto del raduno")                                                                                            | 1957                                                      | René Djam Afame, Samuel Minkio Bamba, e Moïse Nyatte Nko'o                                         | René Djam Afame                                      |
| Canada                    | O Canada/Ô Canada | 1980                                                      | Adolphe-Basile Routhier (Francese); Robert Stanley Weir (Inglese)                                  | Calixa Lavallée                                      |
| Capo Verde                | Cântico da Liberdade ("Canto di Libertà")                                                                                           | 1996                                                      | Amílcar Spencer Lopes                                                                              | Adalberto Higino Tavares Silva                       |
| Ciad                      | La Tchadienne ("La Ciadiana") | 1960                                                      | Louis Gidrol and others                                                                            | Paul Villard                                         |
| Cile                      | Himno Nacional de Chile ("Inno Nazionale del Cile")                                                                                 | 1828                                                      | Eusebio Lillo                                                                                      | Ramón Carnicer                                       |
| Cina                      | Yìyǒngjūn Jìnxíngqǔ ("La Marcia dei Volontari ")                                                                                    | 1949 (provvisorio) 1982 (ufficiale) 2004 (costituzionale) | Tian Han                                                                                           | Nie Er                                               |
| Cipro                     | Ýmnos eis tīn Eleutherían ("Inno alla Libertà")                                                                                     | 1960                                                      | Dionýsios Solomós                                                                                  | Nikolaos Mantzaros                                   |
| Colombia                  | Himno Nacional de la República de Colombia ("Inno Nazionale della Repubblica di Colombia")                                          | 1920                                                      | Rafael Núñez                                                                                       | Oreste Sindici                                       |
| Comore                    | Udzima wa ya Masiwa ("L'Unione delle Grandi Isole")                                                                                 | 1978                                                      | Said Hachim Sidi Abderemane                                                                        | Said Hachim Sidi Abderemane and Kamildine Abdallah   |
| RD del Congo              | Debout Congolais ("Alzatevi Congolesi")                                                                                             | 1960                                                      | Joseph Lutumba                                                                                     | Simon-Pierre Boka di Mpasi Londi                     |
| Rep. del Congo            | La Congolaise ("La Congolese") | 1959                                                      | Levent Kimbangui                                                                                   | Français Jacques Tondra                              |
| Corea del Nord            | Aegukka ("Il Canto Patriottico") | 1947                                                      | Pak Seyŏng                                                                                         | Kim Wŏn'gyun                                         |
| Corea del Sud             | Aegukga ("Il Canto Patriottico") | 1948                                                      | ignoto                                                                                             | Ahn Eak-tae                                          |
| Costa d'Avorio            | L'Abidjanaise ("La Canzone di Abidjan")                                                                                             | 1960                                                      | Mathieu Ekra, Joachim Bony, e Pierre Marie Coty                                                    | Pierre Marie Coty e Pierre Michel Pango              |
| Costa Rica                | Himno Nacional de Costa Rica ("Inno Nazionale della Costa Rica")                                                                    | 1853                                                      | José María Zeledón Brenes                                                                          | Manuel María Gutiérrez                               |
| Croazia                   | Lijepa naša domovino ("Nostra bella Patria")                                                                                        | 1972                                                      | Antun Mihanović                                                                                    | Josip Runjanin                                       |
| Cuba                      | El Himno de Bayamo ("L'Inno di Bayamo")                                                                                             | 1902                                                      | Perucho Figueredo                                                                                  | Perucho Figueredo                                    |
| Danimarca                 | Der er et yndigt land ("C'è una terra amabile")                                                                                     | 1835                                                      | Adam Oehlenschläger                                                                                | Hans Ernst Krøyer                                    |
| Dominica                  | Isle of Beauty, Isle of Splendour ("Isola di bellezza, Isola di splendore")                                                         | 1967                                                      | Wilfred Oscar Morgan Pond                                                                          | Lemuel McPherson Christian                           |
| Ecuador                   | Salve, oh Patria ("Salve, o Patria")                                                                                                | 1948                                                      | Juan León Mera                                                                                     | Antonio Neumane                                      |
| Egitto                    | Bilādī, Bilādī, Bilādī ("Terra mia, Terra mia, Terra mia")                                                                          | 1979                                                      | Sayed Darwish (adattato da un discorso di Mustafa Kamil)                                           | Sayed Darwish                                        |
| El Salvador               | Himno Nacional de El Salvador ("Inno Nazionale di El Salvador")                                                                     | 1879                                                      | Juan José Cañas                                                                                    | Juan Aberle                                          |
| Emirati Arabi Uniti       | Ishi Biladi ("Lunga vita alla mia Terra")                                                                                           | 1971                                                      | Arif Al Sheikh Abdullah Al Hassan                                                                  | Saad Abdel Wahab                                     |
| Eritrea                   | Ertra, Ertra, Ertra ("Eritrea, Eritrea, Eritrea")                                                                                   | 1993                                                      | Solomon Tsehaye Beraki                                                                             | Isaac Abraham Meharezghi e Aron Tekle Tesfatsion     |
| Estonia                   | Mu isamaa, mu õnn ja rõõm ("Mia Patria, mia felicità e gioia")                                                                      | 1920                                                      | Johann Voldemar Jannsen                                                                            | Fredrik Pacius                                       |
| Etiopia                   | Wädäfīt gäsigišī wid inat Ītyoṗya ("Marcia avanti, cara Madre Etiopia")                                                             | 1992                                                      | Dereje Melaku Mengesha                                                                             | Solomon Lulu Mitiku                                  |
| Figi                      | Meda dau doka ("Dio Benedica le Figi")                                                                                              | 1970                                                      | Michael Francis Alexander Prescott                                                                 | Charles Austin Miles                                 |
| Filippine                 | Lupang Hinirang ("Terra prescelta")                                                                                                 | 1898                                                      | Jose Palma                                                                                         | Julian Felipe                                        |
| Finlandia                 | Maamme ("Terra nostra") | 1867                                                      | Johan Ludvig Runeberg                                                                              | Fredrik Pacius                                       |
| Francia                   | La Marseillaise ("La Marsigliese")                                                                                                  | 1795                                                      | Claude Joseph Rouget de Lisle                                                                      | Giovanni Battista Viotti                             |
| Gabon                     | La Concorde ("La Concordia") | 1960                                                      | Georges Aleka Damas                                                                                | Georges Aleka Damas                                  |
| Gambia                    | For The Gambia Our Homeland ("Per il Gambia, nostra Patria")                                                                        | 1965                                                      | Virginia Julie Howe                                                                                | Jeremy Frederick Howe                                |
| Georgia                   | Tavisupleba ("Libertà") | 2004                                                      | David Magradze                                                                                     | Zakaria Paliashvili                                  |
| Germania                  | Das Lied der Deutschen ("Il Canto dei Tedeschi") – terza strofa                                                                     | 1922                                                      | Hoffmann von Fallersleben                                                                          | Joseph Haydn                                         |
| Ghana                     | God Bless Our Homeland Ghana ("Dio Benedica la nostra Patria Ghana")                                                                | 1957                                                      | Philip Gbeho                                                                                       | Philip Gbeho                                         |
| Giamaica                  | Jamaica, Land We Love ("Giamaica, la terra che noi amiamo")                                                                         | 1962                                                      | Hugh Sherlock                                                                                      | Robert Lightbourne                                   |
| Giappone                  | Kimi ga yo ("Possa il Tuo Regno durare per sempre")                                                                                 | 1999 (de jure)                                            | Poesia "waka" tradizionale del periodo Heian (794-1185)                                            | Hayashi Hiromori (1880)                              |
| Gibuti                    | Gibuti | 1977                                                      | Aden Elmi                                                                                          | Abdi Robleh                                          |
| Giordania                 | Al-salam al-maliki al-urdunni ("La pace sul re di Giordania")                                                                       | 1946                                                      | Abdul Monem Al-Refai                                                                               | Abdul Qader al-Taneer                                |
| Grecia                    | Ýmnos eis tīn Eleutherían ("Inno alla Libertà")                                                                                     | 1865                                                      | Dionysios Solomos                                                                                  | Nikolaos Mantzaros                                   |
| Grenada                   | Hail Grenada ("Ave Grenada") | 1974                                                      | Irva Merle Baptiste                                                                                | Louis Arnold Masanto                                 |
| Guatemala                 | Himno Nacional de Guatemala ("Inno Nazionale del Guatemala")                                                                        | 1896                                                      | José Joaquín Palma                                                                                 | Rafael Álvarez Ovalle                                |
| Guinea                    | Liberté ("Libertà") | 1958                                                      | Ignoto                                                                                             | Kodofo Moussa                                        |
| Guinea-Bissau             | Esta é a nossa pátria bem amada ("Questa è la nostra Patria ben amata")                                                             | 1974                                                      | Amílcar Cabral                                                                                     | Amílcar Cabral                                       |
| Guinea Equatoriale        | Caminemos pisando las sendas de nuestra inmensa felicidad ("Camminiamo sul sentiero della nostra immensa felicità")                 | 1968                                                      | Atanasio Ndongo Miyone                                                                             | Atanasio Ndongo Miyone                               |
| Guyana                    | Dear Land of Guyana, of Rivers and Plains ("Cara terra di Guyana, di fiumi e di pianure")                                           | 1966                                                      | Archibald Leonard Luker                                                                            | Robert Cyril Gladstone Potter                        |
| Haiti                     | La Dessalinienne ("Il Canto di Dessalines")                                                                                         | 1904                                                      | Justin Lhérisson                                                                                   | Nicolas Geffrard                                     |
| Honduras                  | Himno Nacional de Honduras ("Inno Nazionale dell'Honduras")                                                                         | 1915                                                      | Augusto Constancio Coello                                                                          | Carlos Hartling                                      |
| India                     | Jana Gana Mana ("Tu sei il dominatore delle menti di tutti")                                                                        | 1950                                                      | Rabindranath Tagore                                                                                | Ram Singh Thakur                                     |
| Indonesia                 | Indonesia Raya ("Grande Indonesia")                                                                                                 | 1945                                                      | Wage Rudolf Supratman                                                                              | Wage Rudolf Supratman                                |
| Iran                      | Soroud-e Melli-e Jomhouri-e Eslami-e Iran ("Inno Nazionale dell'Iran")                                                              | 1990                                                      | multiple                                                                                           | Hassan Riyahi                                        |
| Iraq                      | Mawtini ("Patria mia") | 2004                                                      | Ibrahim Tuqan                                                                                      | Muhammad Fuliefil                                    |
| Irlanda                   | Amhrán na bhFiann ("Il Canto del Soldato")                                                                                          | 1926                                                      | Liam Ó Rinn                                                                                        | Peadar Kearney e Patrick Heeney                      |
| Islanda                   | Lofsöngur ("Canto di lode") | 1944                                                      | Matthías Jochumsson                                                                                | Sveinbjörn Sveinbjörnsson                            |
| Isole Marshall            | Forever Marshall Islands ("Per sempre le Isole Marshall")                                                                           | 1991                                                      | Amata Kabua                                                                                        | Amata Kabua                                          |
| Isole Salomone            | God Save Our Solomon Islands ("Dio salvi le nostre Isole Salomone")                                                                 | 1978                                                      | Panapasa Balekana e Matila Balekana                                                                | Panapasa Balekana                                    |
| Israele                   | Hatikvah ("La Speranza") | 1948 (de facto) 2004 (de jure)                            | Naftali Herz Imber                                                                                 | Samuel Cohen                                         |
| Italia                    | Il Canto degli Italiani | 1946 (de facto) 2017 (de jure)                            | Goffredo Mameli                                                                                    | Michele Novaro                                       |
| Kazakistan                | Meniñ Qazaqstanım ("Mio Kazakistan")                                                                                                | 2006                                                      | Jumenek Nájimedenov (con modifiche di Nursultan Nazarbaev)                                         | Şämşı Qaldaiaqov                                     |
| Kenya                     | Ee Mungu Nguvu Yetu ("Oh Dio dell'intero Creato")                                                                                   | 1963                                                      | Graham Hyslop, G. W. Senoga-Zake, Thomas Kalume, Peter Kibukosya, e Washington Omondi              | melodia tradizionale africana                        |
| Kirghizistan              | Kırgız Respublikasının Mamlekettik Gimni ("Inno Nazionale della Repubblica Kirghiza")                                               | 1992                                                      | Djamil Sadykov ed Eşmambet Kuluev                                                                  | Nasyr Davlesov e Kalyi Moldobasanov                  |
| Kiribati                  | Kunan Kiribati ("Canto delle Kiribati")                                                                                             | 1979                                                      | Ioteba Tamuera Uriam                                                                               | Ioteba Tamuera Uriam                                 |
| Kuwait                    | Al-Nashid al-Watani ("Inno Nazionale")                                                                                              | 1978                                                      | Ahmad Meshari al-Adwani                                                                            | Ibrahim al-Sula                                      |
| Laos                      | Pheng Xat Lao ("Inno Nazionale del Laos")                                                                                           | 1947                                                      | Sisana Sisane                                                                                      | Thongdy Sounthonevichit                              |
| Lesotho                   | Lesotho Fatse La Bontata Rona ("Lesotho, Terra dei nostri Padri")                                                                   | 1967                                                      | François Coillard                                                                                  | Ferdinand-Samuel Laur                                |
| Lettonia                  | Dievs, svētī Latviju ("Dio benedica la Lettonia")                                                                                   | 1920                                                      | Kārlis Baumanis                                                                                    | Kārlis Baumanis                                      |
| Libano                    | Kullunā li-l-watan li-l'ula li-l-'alam ("Tutti noi per la patria, per la gloria e la bandiera")                                     | 1927                                                      | Rashid Nakhle                                                                                      | Wadih Sabra                                          |
| Liberia                   | All Hail, Liberia, Hail! ("Salve, Liberia, salve!")                                                                                 | 1847                                                      | Daniel Bashiel Warner                                                                              | Olmstead Luca                                        |
| Libia                     | Libia, Libia, Libia | 2011                                                      | Al Bashir Al Arebi                                                                                 | Mohammed Abdel Wahab                                 |
| Liechtenstein             | Oben am jungen Rhein ("In alto sul piccolo Reno")                                                                                   | 1963                                                      | Jakob Josef Jauch                                                                                  | Ignoto                                               |
| Lituania                  | Tautiška Giesmė ("Canzone Nazionale")                                                                                               | 1919                                                      | Vincas Kudirka                                                                                     | Vincas Kudirka                                       |
| Lussemburgo               | Ons Heemecht ("Nostra Patria") | 1895                                                      | Michel Lentz                                                                                       | Jean Antoine Zinnen                                  |
| Macedonia del Nord        | Denes nad Makedonija ("Oggi sulla Macedonia")                                                                                       | 1992 (de jure)                                            | Vlado Maleski                                                                                      | Todor Skalovski                                      |
| Madagascar                | Ry Tanindraza nay malala ô ("Oh, Nostra amata Patria")                                                                              | 1960                                                      | Norbert Raharisoa                                                                                  | Rahajason                                            |
| Malawi                    | Mlungu dalitsani Malawi ("Dio benedica il Malawi")                                                                                  | 1964                                                      | Michael-Fredrick Paul Sauka                                                                        | Michael-Fredrick Paul Sauka                          |
| Maldive                   | Gaumii salaam ("Saluto Nazionale")                                                                                                  | 1972                                                      | Muhammad Jameel Didi                                                                               | Pandit Wannakuwattawaduge Don Amaradeva              |
| Malaysia                  | Negaraku ("Mia Patria") | 1957                                                      | molti                                                                                              | Perak inno nazionale ("Allah Lanjutkan Usia Sultan") |
| Mali                      | Pour l'Afrique et pour toi, Mali ("Per l'Africa e per Te, Mali")                                                                    | 1962                                                      | Seydou Badian Kouyate                                                                              | Banzoumana Sissoko                                   |
| Malta                     | L-Innu Malti ("L'Inno Maltese") | 1964                                                      | Dun Karm Psaila                                                                                    | Robert Samut                                         |
| Marocco                   | Hymne chérifien ("Inno del Marocco")                                                                                                | 1956                                                      | Ali Sqalli Husayni                                                                                 | Léo Morgan                                           |
| Mauritania                | National Anthem of Mauritania ("Inno Nazionale della Mauritania")                                                                   | 1960                                                      | Baba Ould Cheikh                                                                                   | Tolia Nikiprowetzky                                  |
| Mauritius                 | Motherland ("Madreterra") | 1968                                                      | Jean Georges Prosper                                                                               | Philippe Gentil                                      |
| Messico                   | Himno Nacional Mexicano ("Inno Nazionale Messicano")                                                                                | 1943                                                      | Francisco González Bocanegra                                                                       | Jaime Nunó                                           |
| Micronesia                | Patriots of Micronesia ("Patrioti di Micronesia")                                                                                   | 1991                                                      | ignoto                                                                                             | Canzone tradizionale tedesca (Ich hab' mich ergeben) |
| Moldavia                  | Limba noastră ("Lingua nostra") | 1994                                                      | Alexei Mateevici                                                                                   | Alexandru Cristea                                    |
| Monaco                    | Hymne Monégasque ("Inno Monegasco")                                                                                                 | 1848                                                      | Louis Notari                                                                                       | Théophile Bellando de Castro                         |
| Mongolia                  | Bügd Nairamdakh Mongol ("Inno Nazionale di Mongolia")                                                                               | 1950                                                      | Tsendiin Damdinsüren                                                                               | Bilegiin Damdinsüren e Luvsanjyamts Murdorj          |
| Montenegro                | Oj, svijetla majska zoro ("Oh, luminosa alba di Maggio")                                                                            | 2004                                                      | Sekula Drljević                                                                                    | Nikola Hercigonja                                    |
| Mozambico                 | Pátria Amada ("Patria amata") | 2002                                                      | ignoto                                                                                             | Ignoto                                               |
| Namibia                   | Namibia, Land of the Brave ("Namibia, Terra del Coraggio")                                                                          | 1991                                                      | Axali Doëseb                                                                                       | Axali Doëseb                                         |
| Nauru                     | Nauru Bwiema ("Canzone di Nauru")                                                                                                   | 1968                                                      | Margaret Hendrie                                                                                   | Laurence Henry Hicks                                 |
| Nepal                     | Sayaun thunga phool ka ("Siamo centinaia di fiori")                                                                                 | 2007                                                      | Byakul Maila                                                                                       | Amber Gurung                                         |
| Nicaragua                 | Salve a ti, Nicaragua ("Salve a te, Nicaragua")                                                                                     | 1971                                                      | Salomón Ibarra Mayorga                                                                             | Luis A. Delgadillo                                   |
| Niger                     | L'Honneur de la Patrie ("L'Onore della Patria")                                                                                     | 1961                                                      | Maurice Albert Thiriet                                                                             | Robert Jacquet e Nicolas Abel François Frionnet      |
| Nigeria                   | Nigeria we hail thee ("Nigeria, noi ti acclamiamo")                                                                                 | 2024                                                      | Lillian Jean Williams                                                                              | Frances Benda                                        |
| Norvegia                  | Ja, vi elsker dette landet ("Sì, noi amiamo questa Terra")                                                                          | 1864                                                      | Bjørnstjerne Bjørnson                                                                              | Rikard Nordraak                                      |
| Nuova Zelanda             | God Defend New Zealand ("Dio difenda la Nuova Zelanda"), God Save the King ("Dio salvi il Re")                                      | 1940 (canto nazionale) 1977 (inno nazionale)              | Thomas Bracken (versione inglese) Thomas H. Smith (versione Maori)                                 | John Joseph Woods                                    |
| Oman                      | Nashid al-Salām al-Sulṭānī ("Inno Nazionale dell'Oman")                                                                             | 1970                                                      | Ignoto                                                                                             | Ignoto                                               |
| Paesi Bassi               | Het Wilhelmus ("Il Guglielmo") | 1932                                                      | ignoto                                                                                             | Adrianus Valerius                                    |
| Pakistan                  | Qawmī Tarāna ("Inno Nazionale") | 1954                                                      | Hafiz Jullundhri                                                                                   | Ahmed Ghulamali Chagla                               |
| Palau                     | Belau rekid ("Nostro Palau") | 1980                                                      | multiple                                                                                           | Ymesei O. Ezekiel                                    |
| Panama                    | Himno Istmeño ("Inno dell'Istmo")                                                                                                   | 1906                                                      | Jeronimo de la Ossa                                                                                | Santos Jorge                                         |
| Papua Nuova Guinea        | O Arise, All You Sons ("Alzatevi, voi tutti figli")                                                                                 | 1975                                                      | Tom Shacklady                                                                                      | Tom Shacklady                                        |
| Paraguay                  | Paraguayos, República o Muerte ("Paraguaiani, la Repubblica o la morte")                                                            | 1933                                                      | Francisco Acuña de Figueroa                                                                        | Françoice Dupuis, e Remberto Giménez                 |
| Perù                      | Himno Nacional del Perú ("Inno Nazionale del Perù") ("Somos Libres")                                                                | 1821                                                      | José de la Torre Ugarte y Alarcón                                                                  | Jose Bernardo Alcedo                                 |
| Polonia                   | Mazurek Dąbrowskiego ("La Mazurka di Dąbrowski")                                                                                    | 1926                                                      | Józef Wybicki                                                                                      | Ignoto                                               |
| Portogallo                | A Portuguesa ("La Portoghese") | 1911                                                      | Henrique Lopes de Mendonça                                                                         | Alfredo Keil                                         |
| Qatar                     | Al-salām al-Amiri ("Pace all'Emiro")                                                                                                | 1996                                                      | Shaykh Mubarak bin Saif al-Thani                                                                   | Ignoto                                               |
| Regno Unito               | God Save the King ("Dio salvi il Re")                                                                                               | 1744                                                      | Ignoto                                                                                             | Ignoto                                               |
| Rep. Ceca                 | Kde domov můj ("Dov'è la mia casa?")                                                                                                | 1918                                                      | Josef Kajetán Tyl                                                                                  | František Škroup                                     |
| Rep. Centrafricana        | La Renaissance ("La Rinascita") | 1960                                                      | Barthélemy Boganda                                                                                 | Herbert Pepper                                       |
| Rep. Dominicana           | Himno Nacional ("Inno Nazionale")                                                                                                   | 1934                                                      | Emilio Prud'homme                                                                                  | Jose Rufino Reyes Siancas                            |
| Romania                   | Deșteaptă-te, române! ("Destati, romeno!")                                                                                          | 1989                                                      | Andrei Mureşanu                                                                                    | Anton Pann e Gheorghe Ucenescu                       |
| Ruanda                    | Rwanda nziza ("Bel Ruanda") | 2002                                                      | Ignoto                                                                                             | Ignoto                                               |
| Russia                    | Gosudarstvennyj Gimn Rossijskoj Federacii ("Inno della Federazione Russa")                                                          | 2000                                                      | Sergej Vladimirovič Michalkov                                                                      | Aleksander Aleksandrov                               |
| Sudafrica                 | Nkosi sikelel' iAfrika/Die Stem van Suid-Afrika                                                                                     | 1997                                                      | Enoch Sontonga e C. J. Langenhoven                                                                 | Enoch Sontonga e C. J. Langenhoven                   |
| Saint Kitts e Nevis       | O Land of Beauty! ("O Terra di bellezza")                                                                                           | 1983                                                      | Kenrick Georges                                                                                    | Kenrick Georges                                      |
| Saint Vincent e Grenadine | Saint Vincent, Land So Beautiful ("Saint Vincent così bella")                                                                       | 1979                                                      | Phyllis Punnett                                                                                    | Ignoto                                               |
| Samoa                     | Samoa tula'i ("La bandiera della libertà")                                                                                          | 1962                                                      | Sauni Iiga Kuresa                                                                                  | Sauni Iiga Kuresa                                    |
| San Marino                | Inno nazionale della Repubblica di San Marino                                                                                       | 1894                                                      | Federico Consolo                                                                                   | Federico Consolo                                     |
| Saint Lucia               | Sons and Daughters of Saint Lucia ("Figli e Figlie di Santa Lucia")                                                                 | 1979                                                      | Charles Jesse                                                                                      | Leton Felix Thomas                                   |
| São Tomé e Príncipe       | Independência total ("Indipendenza totale")                                                                                         | 1975                                                      | Alda Neves da Graça do Espírito Santo                                                              | Manuel dos Santos Barreto de Sousa e Almeida         |
| Senegal                   | Le Lion rouge ("Il leone rosso", incipit "Strimpellate tutti le vostre kora, battete i balafon")                                    | 1960                                                      | Léopold Sédar Senghor                                                                              | Herbert Pepper                                       |
| Serbia                    | Bože Pravde ("Dio della Giustizia")                                                                                                 | 2004 (de facto) 2006 (de jure)                            | Jovan Đorđević                                                                                     | Davorin Jenko                                        |
| Seychelles                | Koste Seselwa ("Unitevi o abitanti delle Seychelles")                                                                               | 1996                                                      | Ignoto                                                                                             | Ignoto                                               |
| Sierra Leone              | High We Exalt Thee, Realm of the Free ("Noi ti esaltiamo, Regno di Libertà")                                                        | 1961                                                      | Clifford Nelson Fyle                                                                               | John Akar                                            |
| Singapore                 | Majulah Singapura ("Oltre Singapore")                                                                                               | 1959                                                      | Zubir Said                                                                                         | Zubir Said                                           |
| Siria                     | Humāt ad-Diyār ("Guardiani della Patria")                                                                                           | 1936                                                      | Khalil Mardam Bey                                                                                  | Mohammed Flayfel                                     |
| Slovacchia                | Nad Tatrou sa blýska ("Tempesta sui Monti Tatra")                                                                                   | 1918                                                      | Janko Matúška                                                                                      | melodia popolare                                     |
| Slovenia                  | Zdravljica ("Brindisi") (solo la settima strofa)                                                                                    | 1989                                                      | France Prešeren                                                                                    | Stanko Premrl                                        |
| Somalia                   | Qolobaa Calankeed ("Lode alla Bandiera")                                                                                            | 2012                                                      | Abdullahi Qarshe                                                                                   | Abdullahi Qarshe                                     |
| Spagna                    | Marcha Real ("Marcia Reale") | 1770                                                      | Nessuno                                                                                            | Ignoto                                               |
| Sri Lanka                 | Sri Lanka Matha ("Madre Sri Lanka")                                                                                                 | 1951                                                      | Ananda Samarakoon                                                                                  | Ananda Samarakoon                                    |
| Stati Uniti               | The Star-Spangled Banner ("La Bandiera a stelle e strisce")                                                                         | 1931                                                      | Francis Scott Key                                                                                  | John Stafford Smith                                  |
| Sudan                     | Naḥnu jund Allāh jund al-Waṭan ("Noi siamo l'Esercito di Dio e della nostra patria")                                                | 1956                                                      | Ignoto                                                                                             | Ignoto                                               |
| Sudan del Sud             | South Sudan Oyee! ("Sud Sudan Oyee!")                                                                                               | 2011                                                      | Juba University                                                                                    | Juba University                                      |
| Suriname                  | God zij met ons Suriname ("Dio sia col nostro Suriname")                                                                            | 1959                                                      | Ignoto                                                                                             | Ignoto                                               |
| Svezia                    | Du gamla, du fria ("Tu antica, tu libera").                                                                                         | 1844                                                      | Richard Dybeck                                                                                     | Ignoto                                               |
| Svizzera                  | Salmo svizzero | 1961 (de facto) 1981 (de jure)                            | Leonhard Widmer                                                                                    | Alberik Zwyssig                                      |
| eSwatini                  | Nkulunkulu Mnikati wetibusiso temaSwati ("Oh Signore nostro Dio degli Swazi")                                                       | 1968                                                      | Ignoto                                                                                             | Ignoto                                               |
| Tagikistan                | Surudi Milli ("Inno Nazionale") | 1991                                                      | Gulnazar Keldi                                                                                     | Suleiman Yudakov                                     |
| Tanzania                  | Mungu ibariki Afrika ("Dio benedica l'Africa")                                                                                      | 1964                                                      | Enoch Sontonga                                                                                     | Enoch Sontonga                                       |
| Thailandia                | Phleng Chat ("Canto Nazionale") | 1939                                                      | Luang Saranupraphan                                                                                | Peter Feit                                           |
| Timor Est                 | Pátria ("Patria") | 2002                                                      | Francisco Borja da Costa                                                                           | Afonso de Araujo                                     |
| Togo                      | Salut à toi, pays de nos aïeux ("Salute a te, Paese dei nostri antenati")                                                           | 1960                                                      | Alex Casimir-Dosseh                                                                                | Alex Casimir-Dosseh                                  |
| Tonga                     | Ko e fasi 'o e tu'i 'o e 'Otu Tonga ("Canzone del Re delle Isole Tonga")                                                            | 1874                                                      | Uelingatoni Ngū Tupoumalohi                                                                        | Karl Gustavus Schmitt                                |
| Trinidad e Tobago         | Forged from the Love of Liberty ("Forgiato dall'Amore della Libertà")                                                               | 1962                                                      | Patrick Castagne                                                                                   | Patrick Castagne                                     |
| Tunisia                   | Humat al-Hima ("Difensori della Patria")                                                                                            | 1987                                                      | Muṣṭsfā Sādiq al-Rafiʿī e Abu l-Qasim al-Shabbi                                                    | Muhammad ʿAbd al-Wahhāb                              |
| Turchia                   | İstiklâl Marşı ("Marcia dell'Indipendenza")                                                                                         | 1921                                                      | Mehmet Akif Ersoy                                                                                  | Osman Zeki Üngör                                     |
| Turkmenistan              | Garaşsyz, bitarap, Türkmenistanyň döwlet gimni ("Inno di Stato dell'Indipendente e Neutrale Turkmenistan")                          | 1991                                                      | Saparmyrat Nyýazow                                                                                 | Saparmyrat Nyýazow                                   |
| Tuvalu                    | Tuvalu mo te Atua ("Tuvalu con Dio")                                                                                                | 1978                                                      | Afaese Manoa                                                                                       | Afaese Manoa                                         |
| Ucraina                   | Šče ne vmerla Ukraïny ("Non è ancora morta (la gloria) dell'Ucraina")                                                               | 1917                                                      | Pavlo Čubynskyj                                                                                    | Mychajlo Verbyc'kyj                                  |
| Uganda                    | Oh Uganda, Land of Beauty ("Oh Uganda, Terra di Bellezza")                                                                          | 1963                                                      | George Wilberforce Kakoma                                                                          | George Wilberforce Kakoma                            |
| Ungheria                  | Himnusz ("Inno") | 1844                                                      | Ferenc Kölcsey                                                                                     | Ferenc Erkel                                         |
| Uruguay                   | Himno Nacional ("Inno Nazionale")                                                                                                   | 1938                                                      | Francisco Acuña de Figueroa                                                                        | Francisco José Debali                                |
| Uzbekistan                | O`zbekiston Respublikasining Davlat Madhiyasi ("Inno Nazionale della Repubblica dell'Uzbekistan")                                   | 1991                                                      | Abdulla Aripov                                                                                     | Mutal Burhanov                                       |
| Vanuatu                   | Yumi, Yumi, Yumi ("Noi, noi, noi")                                                                                                  | 1980                                                      | François Vincent Ayssav                                                                            | François Vincent Ayssav                              |
| Venezuela                 | Gloria al Bravo Pueblo ("Gloria al Bravo Popolo")                                                                                   | 1881                                                      | Vicente Salias                                                                                     | Juan José Landaeta                                   |
| Vietnam                   | Tiến Quân Ca ("Marcia dell'Esercito")                                                                                               | 1945                                                      | Văn Cao                                                                                            | Văn Cao                                              |
| Yemen                     | Al-Jumhūrīyah al-muttaḥidah ("Repubblica unita")                                                                                    | 1990                                                      | ʿAbd Allāh ʿAbd al-Wahhāb Nuʿmān                                                                   | Ayyub Tarish                                         |
| Zambia                    | Stand and Sing of Zambia, Proud and Free ("Alzatevi e cantate dello Zambia, Orgoglioso e Libero")                                   | 1973                                                      | Enoch Sontonga                                                                                     | Enoch Sontonga                                       |
| Zimbabwe                  | Kalibusiswe Ilizwe leZimbabwe ("Sia benedetta la Terra dello Zimbabwe")                                                             | 1994                                                      | Solomon Mutswairo                                                                                  | Fred Changundega                                     |

| Stato non ONU                     | Inno nazionale (traduzione del Nome)                                                | Data di adozione               | Autore del testo                                   | Autore della musica            |
| --------------------------------- | ----------------------------------------------------------------------------------- | ------------------------------ | -------------------------------------------------- | ------------------------------ |
| Palestina                         | Fidā'ī ("Guerriero" o anche "Martire")                                              | 1996                           | Saʿīd al-Muzayyin                                  | ʿAlī Ismāʿīl                   |
| Città del Vaticano                | Inno pontificio                                                                     | 1949                           | Antonio Allegra                                    | Charles Gounod                 |
| Kosovo                            | Europa                                                                              | 2008                           | Nessuno (senza testo)                              | Mendi Mengjiqi                 |
| Taiwan                            | Zhōnghuá Míngúo gúogē ("Inno Nazionale della Repubblica di Cina")                   | 1937 (de facto) 1943 (de jure) | Sun Yat-sen                                        | Ch'eng Mao-yün                 |
| Abcasia                           | Aiaaira ("Vittoria")                                                                | 1992                           | Gennady Alamia                                     | Valery Chkadua                 |
| Artsakh                           | Azat u Ankakh Artsakh ("Artsakh libero e indipendente")                             | 1992                           | Vartan Hakobian                                    | Armen Nassibian                |
| Cipro del Nord                    | İstiklâl Marşı ("Marcia dell'Indipendenza")                                         | 1983                           | Mehmet Akif Ersoy                                  | Osman Zeki Üngör               |
| Ossezia del Sud                   | Respublikæ Xussar Irystony Paddzaxadon Gimn ("Inno nazionale dell'Ossezia del Sud") | 1995                           | Totraz Kokaev                                      | Felix Alborov                  |
| Emirato Islamico dell'Afghanistan | Dā də bātorāno kor ("Questa è la casa dei coraggiosi")                              | 2021 (de facto)                | Mullah Faqir Muhammad Darwesh                      | Mullah Faqir Muhammad Darwesh  |
| Sahara Occidentale                | Yā Banīy As-Saharā ("O Figli del Sahara")                                           | 1979                           |                                                    |                                |
| Somaliland                        | Samo ku waar                                                                        | 1997                           | Hassan Sheikh Mumin                                | Hassan Sheikh Mumin            |
| Transnistria                      | Inno della Transnistria                                                             |                                | Boris Parmenov / Nicholas Bozhko / Vitaly Pishenko | Boris Alexandrovich Alexandrov |

Territori non incorporati o dipendenti